# Куртуазная литература

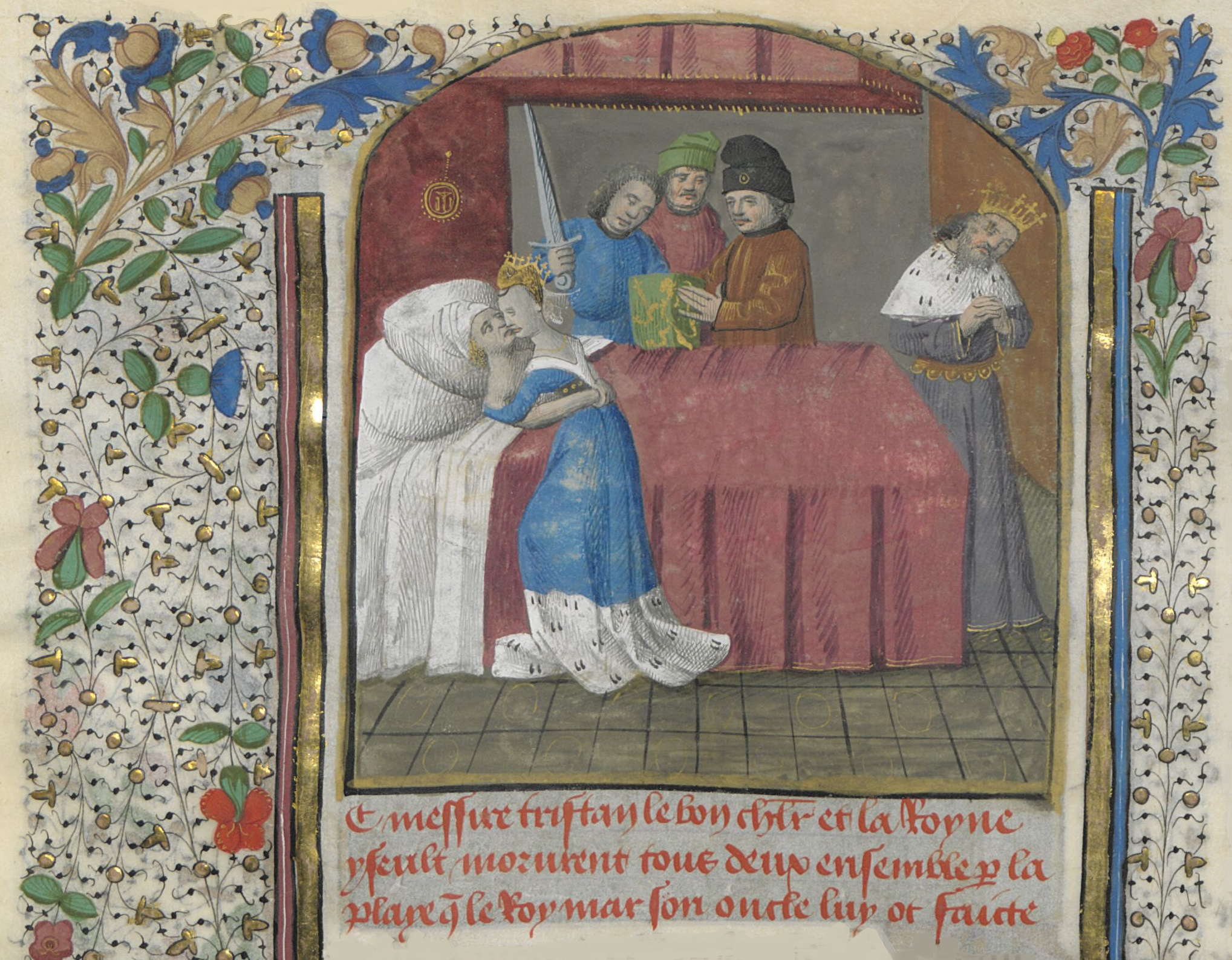
Смерть Тристана и Изольды. Миниатюра XV века

Куртуазная литература (нем. höfische Dichtung; фр. poésie courtoise от фр. сourtois — учтивый, вежливый) — общее название лирических и повествовательных произведений западноевропейской литературы XI—XV веков, которые опираются на представление о куртуазности как основе поведения рыцаря и отражают систему ценностей рыцарского сословия.

## История
Кодификация понятия «куртуазность» происходит во второй половине XII века (трактат Андрея Капеллана «О любви», ок. 1186). В XI веке в Провансе возникают лирические жанры куртуазной литературы, которые сочиняли трубадуры. В XII веке куртуазная лирика появилась на севере Франции (здесь её создавали труверы) и в Германии (поэзия миннезингеров); там же возник куртуазный рыцарский роман. Образцы куртуазной литературы создавались также в Англии, Италии, Дании, Чехии. Начиная с XIII века появились авторы из городского сословия, переосмыслившие куртуазную традицию (возвышенная любовь начала уступать место плотской). К концу XIV века традиция куртуазной литературы постепенно угасает и в XV веке куртуазные ценности подверглись трансформации или пародиям (роман Антуана де Ла Саля «Маленький Жан из Сантре», 1456).

## Определение

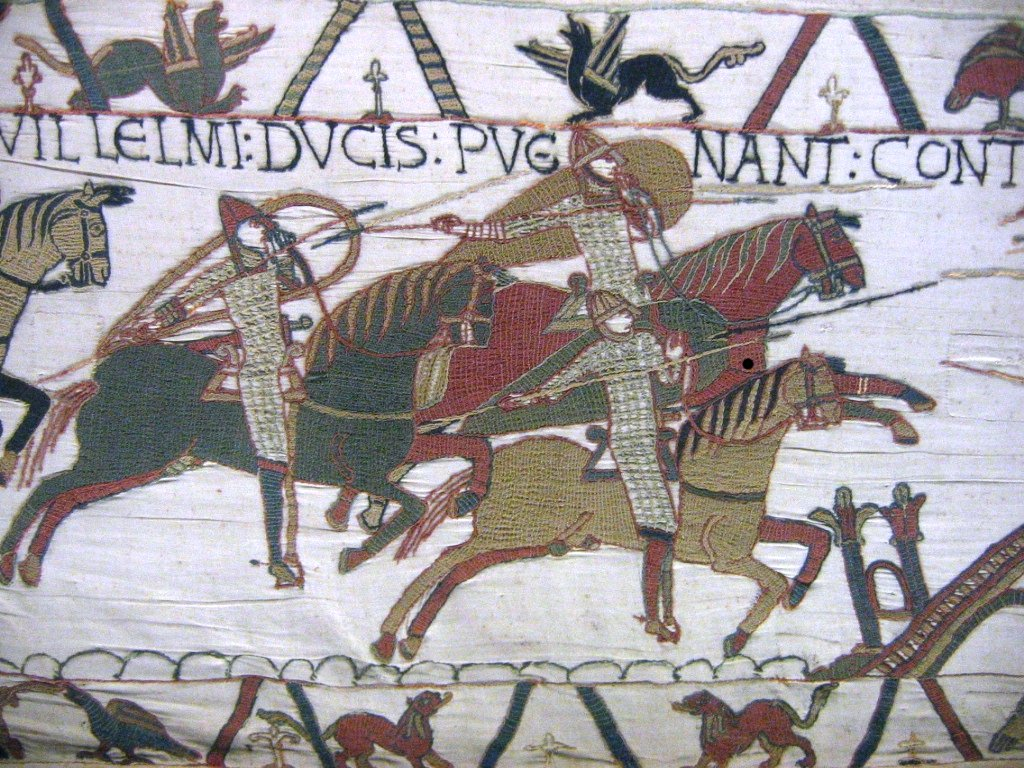
Рыцари XI века. Ковёр из Байё

Мировоззрение куртуазной литературы характеризуется прежде всего изменением индивидуального самосознания. Героический эпос обращается к чести известного коллектива: рыцарь обладает честью лишь как участник чести своего рода (geste-parenté) и чести своего сеньора; в противном случае он становится изгоем (faidit). И герой этого эпоса (например, Роланд) сражается и гибнет не за свою честь, но прежде всего — за честь своего рода, затем — за честь своего племени — франков, после — за честь своего сеньора, и, наконец, — за честь Бога христианской общины. На столкновении интересов различных коллективов — например, на противоречии чести рода и требований вассальной верности — строится конфликт в героическом эпосе: личный момент отсутствует.
Иначе обстоит дело в куртуазной литературе. В центре куртуазного романа стоит героическая личность — воспитанный, мудрый и справедливый рыцарь, совершающий в далёких полусказочных странах небывалые подвиги в честь дамы сердца. Мощь родового союза сведена на нет, герой куртуазного романа часто не знает точно своего рода-племени (воспитанный в семье вассала Тристан, выросший в лесу Парцифаль, взращённый девой озера Ланселот); да и сеньор с его двором — лишь отправной и конечный пункт для похождений героя.
В центре куртуазной системы ценностей стояло понятие «куртуазной (изысканной, возвышенной) любви» (выражение «fin’ amors» впервые появляется в провансальской литературе XII века), понимаемой как бескорыстное служение Даме («Донне», то есть «госпоже», от лат. domina), которое требует от рыцаря постоянного нравственного самосовершенствования. Любовные отношения нередко описывались в куртуазной литературе в тех же терминах, что и феодальное служение вассала сюзерену.

### Жанры
Лирические жанры куртуазной литературы выработаны в провансальской литературе трубадурами или труверами:
- канцона — любовное стихотворение изысканной формы;
- сирвента — размышления на моральные, политические темы;
- плач — стихотворение, передающее печаль поэта по поводу смерти какого-либо человека;
- тенцона — спор, диалог;
- пасторелла описывает любовь рыцаря и пастушки на фоне природы;
- альба (воспевается расставание влюблённых утром после тайного свидания)

и другие.

## Рыцарский подвиг

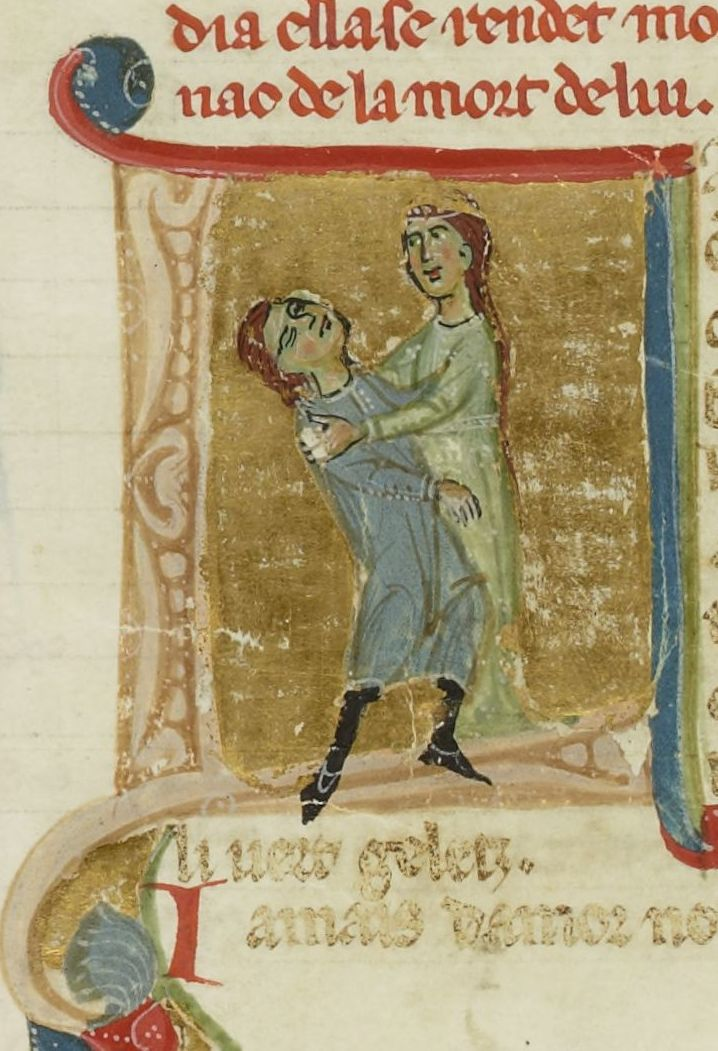
Джауфре Рюдель умирает на руках Годиерны Триполитанской. Средневековая миниатюра

Самодовлеющий рыцарский подвиг-авантюра (l’aventure, diu âventiure), совершаемый без всякой связи с интересами рода и племени, служит прежде всего для возвышения личной чести (onor, êre) рыцаря и лишь через это — чести его дамы и его сеньора. Но и сама авантюра интересует куртуазных поэтов не столько внешним сплетением событий и действий, сколько теми переживаниями, которые она пробуждает в герое. Конфликт в куртуазной литературе — это коллизия противоречивых чувств, чаще всего — коллизия рыцарской чести и любви.
Ещё более чётко, чем в куртуазном романе, отражается рост индивидуального самосознания в лирике: анонимности предшествующей эпохи трубадуры Прованса — первые носители нового мировоззрения — противопоставляют подчёркивание и восхваление поэтического авторства: впервые в Средневековье в этой поэзии личность с гордостью утверждает свои права на свою творческую продукцию. «Non es meravelha, s’ieu chan / mielhs de nulh autre trobador» (Не диво, если я пою лучше всякого другого трубадура), — начинает одну из своих песен Бернарт де Вентадорн, а Джауфре Рюдель заключает свою песню предупреждением: «Bos es lo vers… / É cel que de mi l’apenra / Gart se no i falha ni pessi!» (Прекрасен мой стих. И тот, кто выучит его от меня, пусть остережется ошибиться в нём или испортить его!).

## Сублимация сексуальных отношений

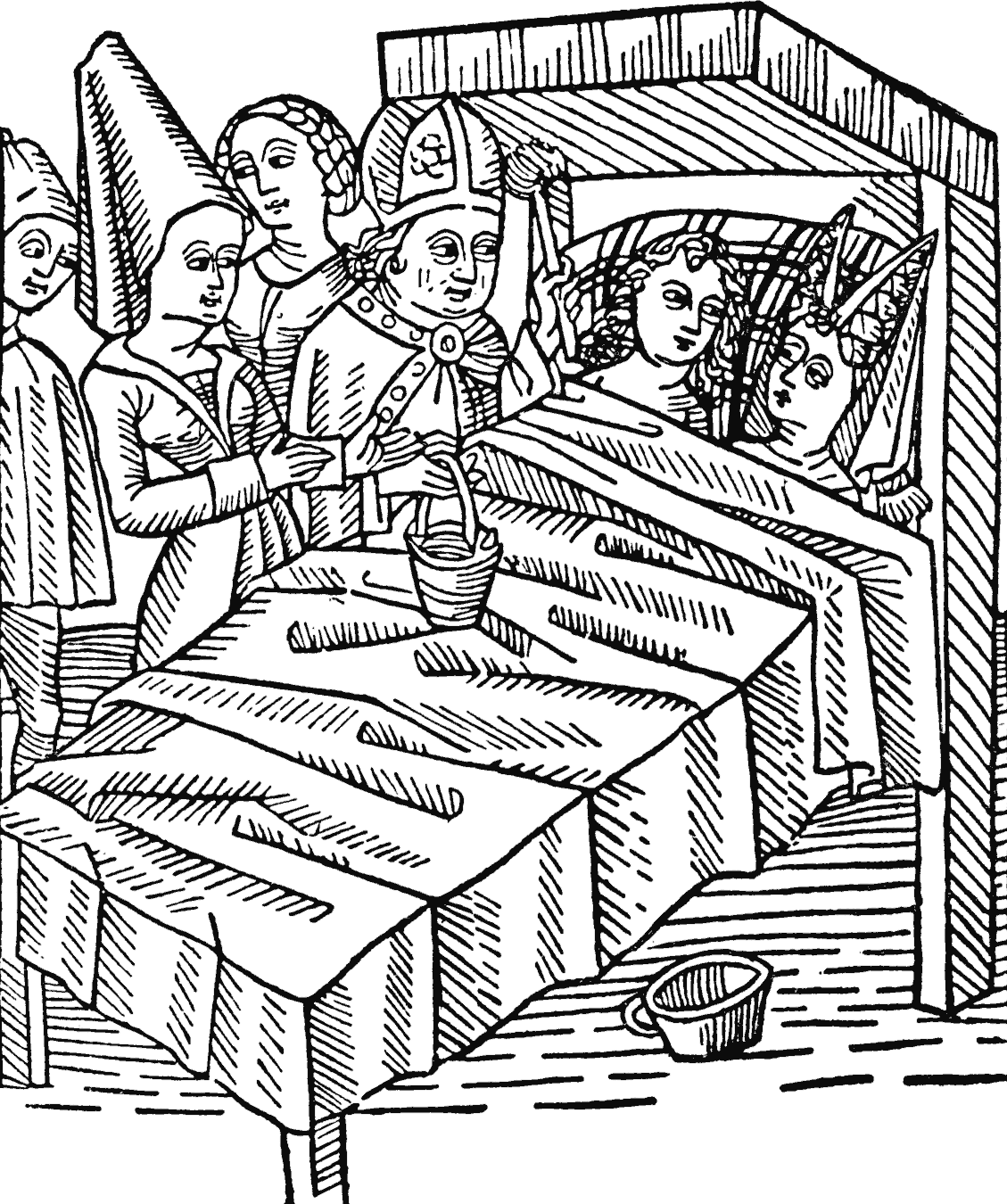
Мелюзина и Раймондин. Немецкая миниатюра XV века

В тесной связи с общим ростом самосознания личности находится сублимация сексуальных отношений в Куртуазной литературе. Церковь предавала проклятию в качестве одного из семи смертных грехов — fornicatio — все виды внебрачных отношений; феодальная система лишала женщину прав наследования, ограничивала её экономические и политические права. И в героическом эпосе лишь на заднем плане маячат бледные образы покорных и пассивных жен и невест воинственных витязей, например, «прекрасной Альды» — невесты Роланда. Правда, наряду с этим героический эпос (в особенности германских народов) хранит мощные суровые образы воинственных богатырш, мстительниц за оскорбление и пролитую кровь; но образы эти — Брунгильды, Кримгильды «Нибелунгов» — порождены в основном отношениями ещё дофеодальными, хотя сохраняются и в позднейших обработках куртуазного типа. Иначе — в назревающей новой экономической структуре, влекущей за собой рост городов, развитие денежного оборота, твёрдую организацию управления поместьями, зачатки бюрократически централизованной государственности. Ограничение в этих условиях экономических и политических прав наследниц крупных феодов теряет смысл; и Прованс — родина куртуазного служения даме — осуществляет впервые «раскрепощение» женщины из верхних слоёв господствующего класса, уравнение её в правах наследования с мужчиной: в XII веке управление ряда крупных феодов — графства Каркассонского, герцогства Аквитанского, виконтств Безьерского, Нарбоннского, Нимского — оказывается в руках женщин.

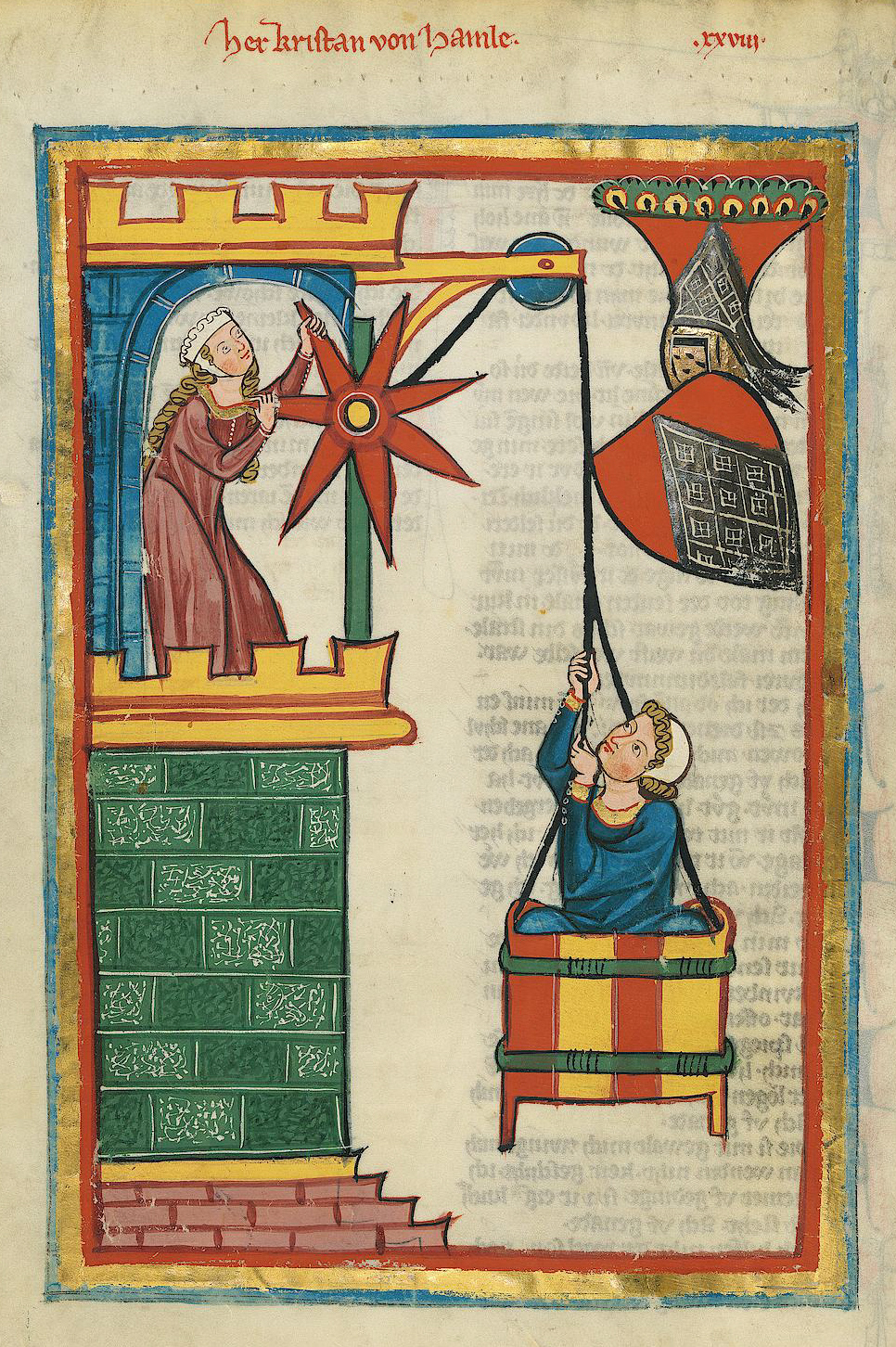
Встреча влюблённых. Миниатюра из Манесского кодекса, ок. 1300 года

Так создаются реальные предпосылки для феодализации отношений между знатной дамой — владетельницей феода — и слагающим ей панегирики служилым рыцарем — незнатным министериалом. Но в Куртуазной литературе эти отношения получают своеобразное перетолкование: рост самосознания личности сказывается в эротической интерпретации форм служения, в феодализации (правда, строго ограниченной сословно) сексуальных отношений: панегирик вассального рыцаря владетельной даме превращается в настойчивую мольбу о той «сладостной награде», которую церковь заклеймила позорным словом «блудодеяния», в сознательное прославление супружеской неверности. И как в феодальном мировоззрении служение сеньору сливается со служением Богу христианской церковной общины, так в куртуазной поэзии любовные отношения не только феодализируются, но и сублимируются до формы культа. Векслер указывал («Das Kulturproblem des Minnesanges»), что позиция трубадура по отношению к его даме до мельчайших деталей копирует позицию верующего католика по отношению к Деве Марии и святым. Подобно верующему, влюблённый переживает в созерцании своей дамы все стадии мистического лицезрения божества; и богословские формулы «почитания», «преклонения», «заступничества», «милосердия», обращённые до того времени к святым и Богородице, заполняются новым эротическим содержанием, становясь обязательными тематическими элементами куртуазной лирики. То же использование топики церковной поэзии в арелигиозном, более того, в антирелигиозном значении мы находим и у классиков куртуазного эпоса.

## Ланселот

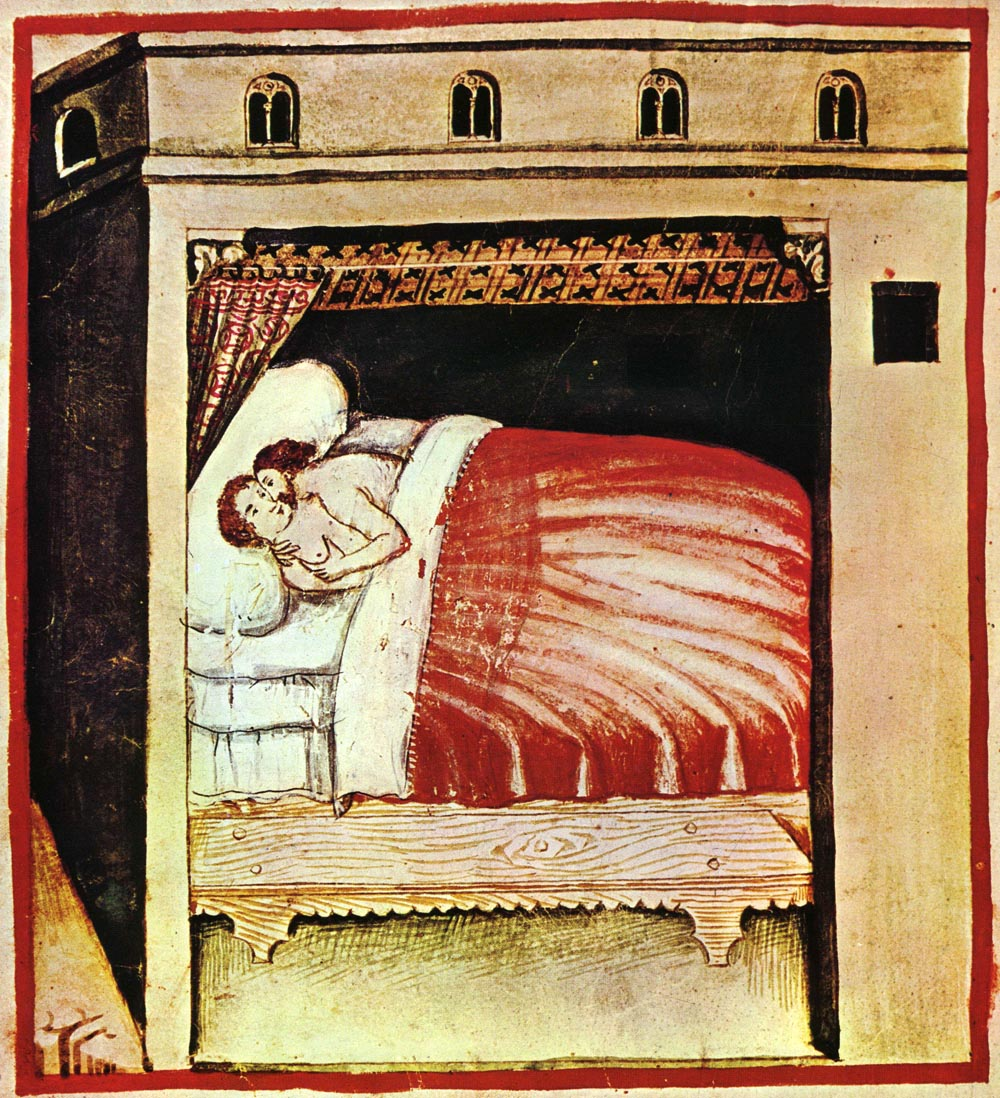
Джованнино де Грасси. Коитус. Миниатюра XIV века

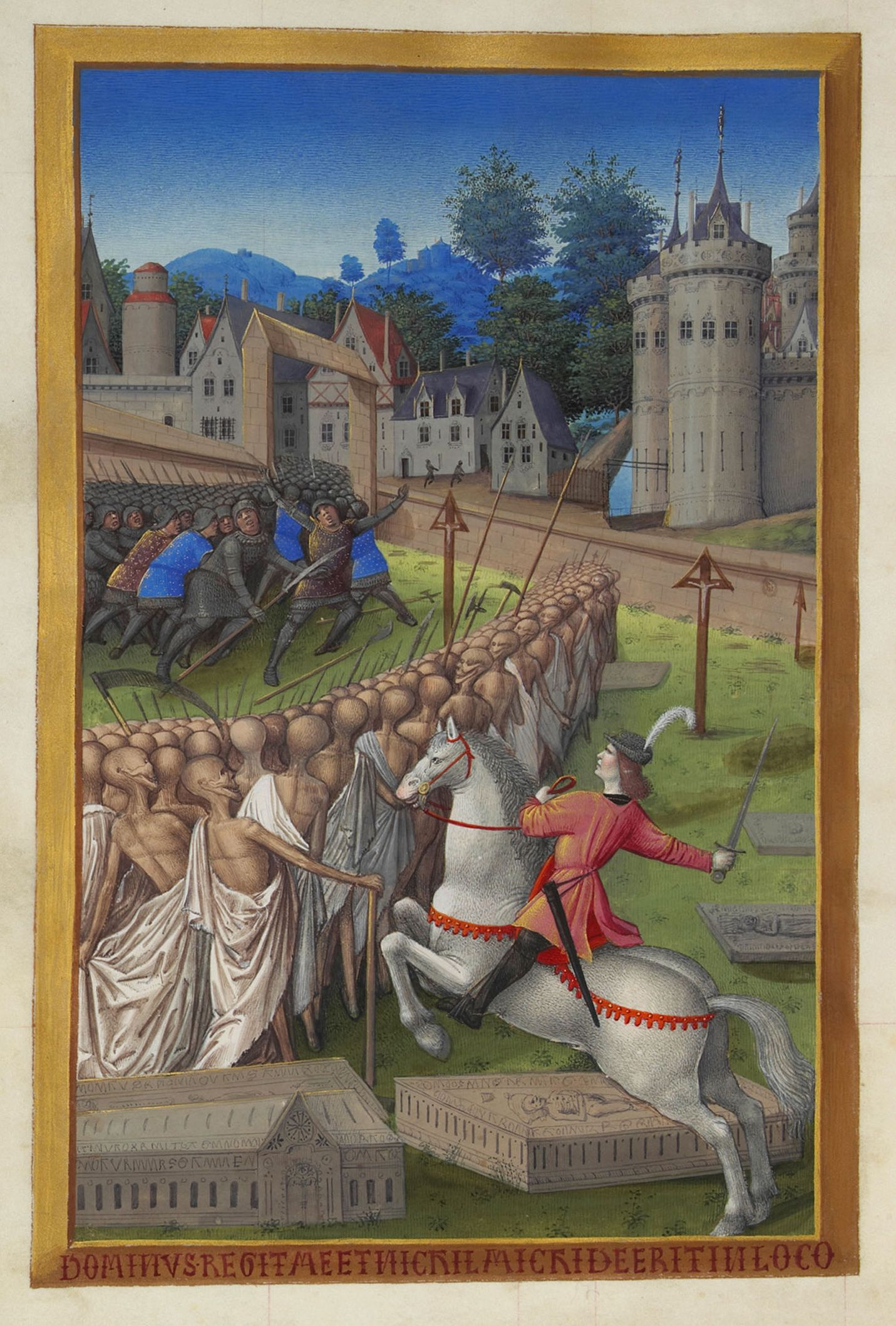
Всадник Смерти. Миниатюра из «Великолепного часослова герцога Берийского». XV век. Музей Конде, Шантийи

В «Ланселоте» Кретьена де Труа герой предпочитает несколько золотистых волосков, выпавших из гребня королевы Джиневры, самым почитаемым мощам св. Мартина и св. Иакова Компостельского; после любовной встречи он преклоняет колена перед ложем дамы, «как перед алтарем», «ибо он не верует так ни в одну святую плоть» (car en nul cors saint ne croit tant).
Религиозная фразеология и топика используются здесь совершенно светским образом. Недаром клирики выступают против куртуазной лирики как против «любострастия» и «языкоблудия» и пишут грозные инвективы против куртуазных романов (так, например, в XIII веке Жан Жерсон, канцлер Парижского университета, — против «Романа Розы», Людовик Вивес — против «Тристана» и «Ланселота»).
Так сублимация сексуальных отношений приобретает в служении даме форму новой религии. В облике дамы куртуазный влюблённый поклоняется совершенной человеческой личности, утверждению земной радости. В осуждённом церковью amor carnalis он видит fons et origo omnium bonorum (источник и происхождение всех благ); прославление amor-minne сливается у него с прославлением joi-freude — земной весенней радости. «Ben es mortz, que d’amor non sen / Al cor qualque doussa sabor» (Воистину мёртв тот, кто любви сладостного дыхания не чувствует в сердце!), — поёт Бернарт де Вентадорн, и ему вторит немецкий миннезингер Рейнмар Старый: «Sô wol dîn freude! und wol sî dem / Der dîn ein teil gewinnen mac!» (Благо тебе, радость! и благо тому, кто сумеет стать сопричастным тебе!)
Так подчеркнутому спиритуализму церковного мировоззрения с его резким осуждением преходящей земной радости Куртуазная литература противопоставляет эстетическое оправдание и прославление плоти. И в соответствии с этой новой, светской, религией вырастает новая этика, основанная на понятии cortezia — hövescheit (вежество). Как понятие совершенной humanitas (человечности) в этике Ренессанса, так и господствующее здесь понятие совершенной куртуазии подчинено двум основным моментам: разумности и гармонической уравновешенности (mezura-maze). Последнему требованию подчинены у достойного представителя куртуазного общества все основные добродетели, столь типичные для рыцарства: largezza-milte — щедрость, готовность к большим расходам, достойным знатного рыцаря; gen parlar — изящество обхождения; onor e proeza — честь и храбрость; joi e solatz — веселье и уменье развлекать. «Cortezia non es al mas mesura» (Вежество есть не что иное, как умеренность), восклицает трубадур Фолькет Марсельский. И куртуазный эпос равно осудит — в противоположность необузданной и самонадеянной храбрости витязей героического эпоса — и Эрека, забывшего о доблести ради любви, и Ивейна, забывшего в подвигах о любви. Подчинённой разуму и гармонически уравновешенной мыслится и любовь в Куртуазной литературе: и англо-нормандец Тома, и шампанский министериал Кретьен де Труа, и страсбургский писец Готфрид, осваивая сюжет «Тристана и Изольды», осудят и устранят концепцию непреодолимой роковой страсти, нарушающей все законы божеские и человеческие — мотив, сохранённый в грубоватом пересказе жонглера Беруля. Рассудочность проникает и куртуазную лирику; ибо задача трубадура — не просто изливать свои переживания, но философски освещать основные проблемы любовного служения даме, "castigar e ensenhar (наставлять и поучать) — отсюда расцвет в куртуазной лирике диалогических жанров, о чём ниже.

## Тематика

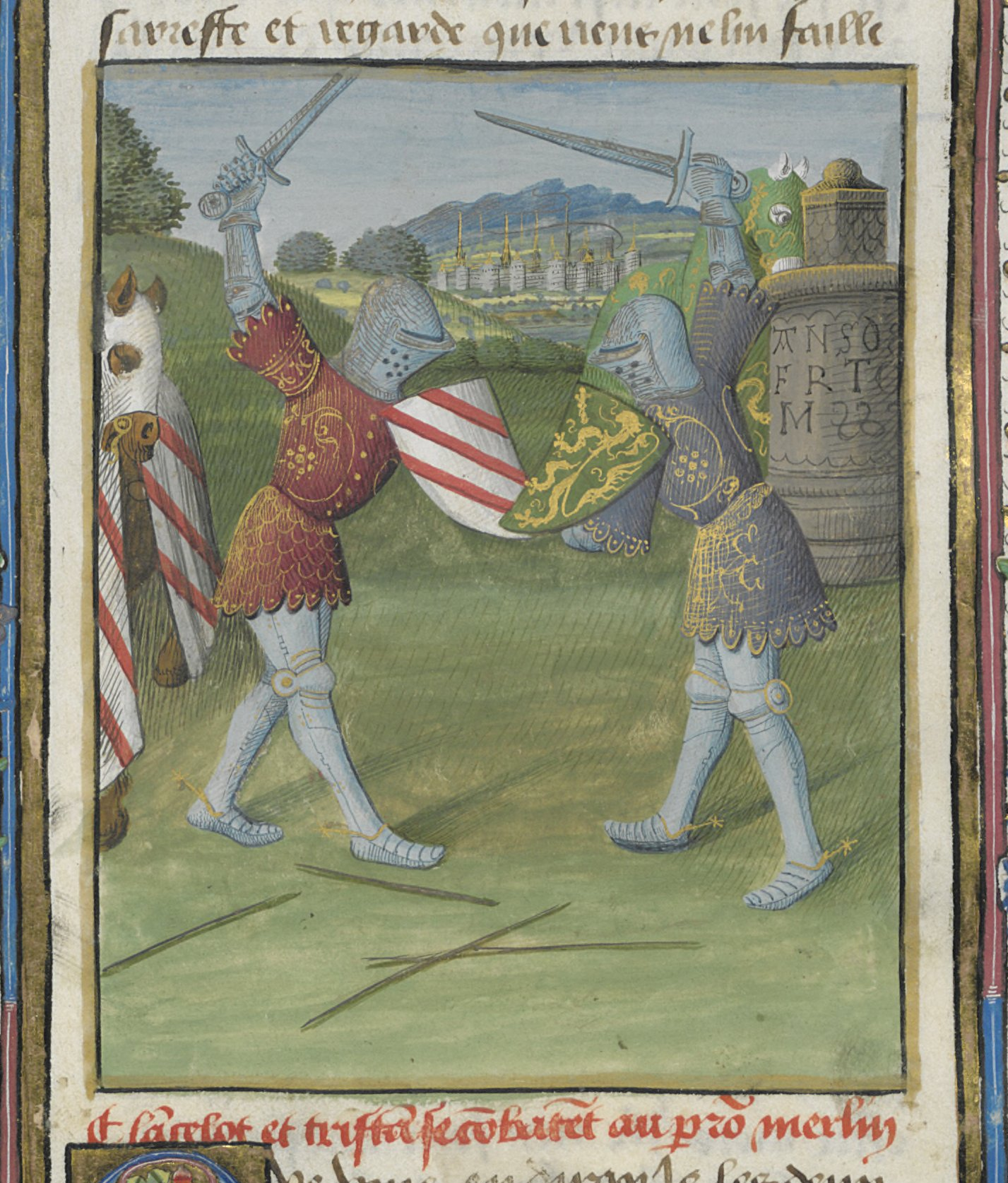
Сражение Ланселота с Тристаном. Миниатюра XV века. Париж, Национальная библиотека

Тематика Куртуазной литературы характеризуется отталкиванием как от круга библейских и апокрифических тем религиозной поэзии, так и от традиций героического эпоса. В поисках материала, достаточно гибкого для выявления нового мировоззрения, куртуазная литература от преданий племенных боёв и феодальных распрей обращается за сюжетами и мотивами к далёкой античности, к не менее туманным кельтским сказаниям (спор о кельтском элементе куртуазного эпоса в настоящее время решён в положительном смысле), к богатому только что открывшемуся европейским захватническим стремлениям Востоку. Так определяются три основных цикла сюжетов куртуазного эпоса: а) античный цикл, охватывающий сюжетику об Александре Великом, Энее, Фиванской и Троянской войнах, опирающийся на позднелатинские переработки неизвестных Средневековью греческих классиков, б) тесно примыкающий к античному византийско-восточный цикл, куда относятся напр. сюжеты «Флуар и Бланшефлёр», «L’escoufle», «Heraclius», «Клижес» и ряда других авантюрных романов; и наконец в) наиболее характерный для Куртуазной литературы, контаминирующийся впоследствии не только с обоими другими циклами, но и с сюжетикой героического эпоса бретонский цикл (matière de Bretagne), охватывающий твёрдо очерченный сюжет Тристана и постоянно расширяемый круг сюжетов короля Артура. С сюжетикой больших повествовательных жанров куртуазного эпоса и вырастающего из эпигонского разложения этой формы прозаического романа тесно соприкасается сюжетика малых повествовательных форм — лиро-эпического «лэ», использующего наряду с кельтскими сказаниями мотивы восточно-византийского и античного происхождения (из последних особой популярностью пользуется сюжетика «Метаморфоз» Овидия).
Подобно сюжетике, образная система и топика Куртуазной литературы обнаруживают чёткое отталкивание от образов, ситуаций и повествовательных формул, типичных для героического эпоса. Вместе с тем куртуазное мировоззрение требует для своего отображения определённой стилизации изображаемой действительности. Так создаётся в куртуазном эпосе известный строго ограниченный запас постоянных образов, ситуаций, переживаний, необходимо типизированных и идеализированных.
Перенесение конфликта на переживания личности позволяет вводить в повествование описания мирной, невоенной обстановки: Куртуазная литература в своей топике широко пользуется описаниями роскошного убранства, утвари и одежды, торжественных пиров, посольств, охот, турниров; немалую роль играют шелка и ткани, слоновая кость и драгоценные камни загадочного Востока в развёртывании описаний и сравнений; нескрываемая радость реабилитированной плоти звучит в описаниях любовных встреч, столь детализированных в куртуазном эпосе. С другой стороны, в мотивировке самодовлеющего личного подвига — âventiure — куртуазный эпос щедро черпает из сокровищницы сказочной и дохристианской мифологии: заколдованные замки и волшебные сады, окружённые невидимыми стенами, таинственные острова и сами собой плывущие челны, мосты «под водой» и мосты «острые, как лезвие меча», источники, возмущённая вода которых вызывает бурю, феи, карлы, великаны, оборотни — люди-соколы и люди-волки — на пять с лишком столетий укрепляются на страницах романов.

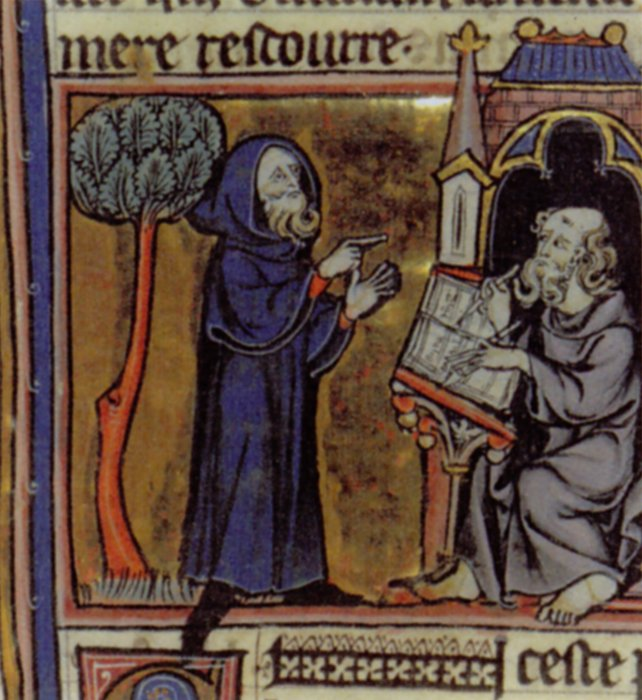
Волшебник Мерлин, персонаж романов Артуровского цикла. Французская рукопись XIII века

Черта, характерная для арелигиозной установки Куртуазной литературы: общение с этим чудесным, осуждённым церковью миром ничуть не вредит доброй славе куртуазного рыцаря. В феодальном эпосе Роланд, исполнив свой долг перед родом, племенем, сеньором и церковью, умирая, подаёт свою перчатку архангелу Гавриилу; в куртуазнейшей из эпопей Кретьена де Труа Ланселот в погоне за похитителем королевы Джиневры садится в волшебную тележку благожелательного карлы, унижая этим своё достоинство рыцаря (в тележке возили на казнь преступников) и совершая тем самым величайший подвиг любви, венчаемый попирающей узы церковного брака «сладостной наградой».
В куртуазной лирике сюжетика и образная система определяются её преимущественно панегирическим характером; отсюда, с одной стороны, типизация идеализированного образа возлюбленной, представляющего лишь условный комплекс внешних и внутренних положительных качеств; с другой — как следствие резкого разлада между воображаемыми любовными и реальными отношениями владетельной дамы и её часто худородного министериала — преобладание мотивов тщетного служения, напрасной надежды (wân), в эпигонской «poésie de l’amour galant» XIV—XV веков, застывающих в ситуацию belle dame sans merci (прекрасной и непреклонной госпожи); здесь же приходится искать и объяснения другому популярному мотиву куртуазной лирики, входящему в число её топов (общих мест), — жалобам на злых разлучников-завистников (lauzengier — merkaere).
Но для куртуазного мировоззрения показательно не только обновление сюжетики куртуазного эпоса и куртуазной лирики, — ещё более показателен для роста индивидуального самосознания в куртуазной литературе существенный перелом в творческом методе её в целом.

## Творческий метод

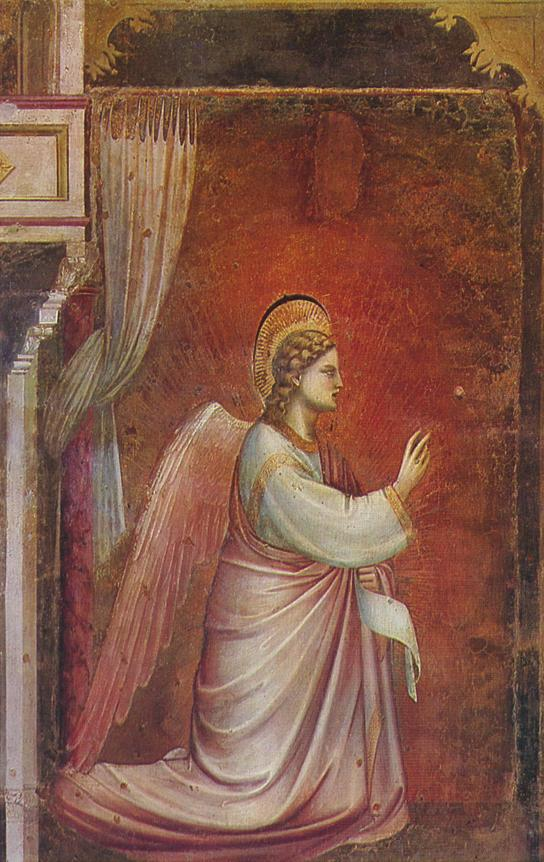
Архангел Гавриил. Фрагмент росписи Джотто в Капелле дельи Скровеньи, Падуя. XIV век

Героический эпос и светская лирика раннего Средневековья построены на «методе внешнего восприятия»: закреплению словом подлежит лишь восприемлемое зрением и слухом — речи и действия героя позволяют лишь догадываться о его переживаниях. Иначе в Куртуазной литературе. Впервые трубадуры вводят в светскую поэзию «интроспективный — творческий метод», стиль психологического анализа. Внешняя ситуация дана лишь в традиционном начале — формуле весеннего зачина: вся остальная часть лирического произведения посвящена анализу переживаний поэта, разумеется, по методам господствующей психологии Средневековья — методам схоластического раскрытия, перечисления и классификации абстрактно-метафизических понятий.
Отсюда — специфические особенности стиля куртуазной лирики: её тяготение к отвлечённым схоластическим рассуждениям, к учёному и тёмному выражению, понятному иногда только владеющим терминами философии и теологии (trobar clus провансальских трубадуров), к игре олицетворениями абстрактных понятий (Любви, Духа, Мысли, Сердца) и сложными аллегориями (такими аллегориями являются например — «путь любви через очи в сердце», «видение очами сердца», «спор сердца с телом», «похищение сердца» и т. п. топы куртуазной лирики, особенно разрастающиеся в эпигонской «poésie de l’amour galant» XV века). Отсюда — перестройка старых лирических жанров с их примитивной весенней радостью и обилием внешнего действия в сторону монологического (canzon — chanson, leys, descort и т. д.) и диалогического (tenzon, partimen, joc partit и т. д.) обсуждения отвлечённых проблем любви.
Но интроспективный творческий метод господствует не только в лирике, он овладевает и эпическими жанрами. Отсюда основные особенности структуры куртуазного романа у классиков направления Кретьена де Труа, Гартмана фон Ауэ, Готфрида Страсбургского, а именно — подчинение фабулы известному теоретическому заданию, использование её для всестороннего освещения отвлечённой проблемы, построение сюжета на внутренней коллизии; romans à thèse — остроумно называет Гастон Парис куртуазные эпопеи Кретьена. Отсюда особенности композиции куртуазной эпопеи, легко обозримой и чётко членимой у классиков жанра и лишь позднее у эпигонов расплывающейся в бесформенное нанизывание авантюр. Отсюда наконец подробный анализ переживаний героев, оформляемых в часто подавляющих фабулу монологах и диалогах. Рост индивидуального самосознания поэта находит себе выражение в многочисленных авторских отступлениях, вносящих в куртуазный эпос сильный элемент дидактизма.

Дама с единорогом. Гобелен XV века. Аллегория Зрения

Специфической формой куртуазной дидактики — в полном соответствии с общей рассудочностью Куртуазной литературы — становится аллегория. Как обстановка и отдельные события, так и внешние и внутренние качества куртуазного героя и его дамы подвергаются аллегорическому истолкованию — напр. у Готфрида Страсбургского аллегорическое описание грота, в котором скрываются влюблённые Тристан и Изольда. С другой стороны, очень типично и для куртуазного эпоса введение в действие олицетворений отвлечённых понятий, о котором говорилось выше при анализе стиля куртуазной лирики.
Играя служебную роль в лирике и эпосе, аллегория — наравне с диалогом — является господствующей формой куртуазной дидактики, широко использующей формы сна, прогулки, видения (на этих мотивах построен знаменитый «Роман о Розе»), подвергающей аллегорической обработке обычные для куртуазного эпоса образы охоты, суда, осады, боя, описания утвари, одежды, украшений. Арелигиозная установка Куртуазной литературы сказывается здесь не только в использовании форм церковной поэзии (богословской аллегории) для светского поучения, но и во включении в пантеон олицетворений куртуазных добродетелей античных божеств — Венеры, Амура и др.
С обновлением тематики, топики и стиля в Куртуазной литературе идёт рука об руку обновление метрики и языка. Язык Куртуазной литературы характеризуется явно пуристическими тенденциями в словаре, — в этом отношении показательно сравнение напр. пропитанного эвфемизмами языка лэ с грубоватым и порой непристойным словарём фаблио. Наряду с устранением социальных диалектизмов устраняются диалектизмы локальные, приводящие в некоторых странах к созданию подобия унифицированного языка литературы (die mittelhochdeutsche Hofsprache). Вместе с тем куртуазные поэты охотно насыщают свою речь учёными терминами философии и богословия, игрою синонимов и омонимов, обнаруживающей знание грамматических тонкостей; заметно развивается периодическая структура речи. В области метрики — благодаря типизации содержания и формалистическим тенденциям Куртуазной литературы — наблюдается эволюция и укрепление строгих форм. Наряду со сложной строфикой лирики в эпосе монотонная laisse monorime, скреплённая часто лишь ассонансами, заменяется рифмованным гибким и лёгким восьмисложным двустишием, изредка перебиваемым четверостишиями; в немецкой куртуазной эпопее ему соответствует четырёхударный стих с ограниченным заполнением без ударных слогов. Эти метрические формы Куртуазной литературы настолько типичны, что делались попытки положить именно показания метра в основу периодизации некоторых средневековых литератур.

## Социальная база

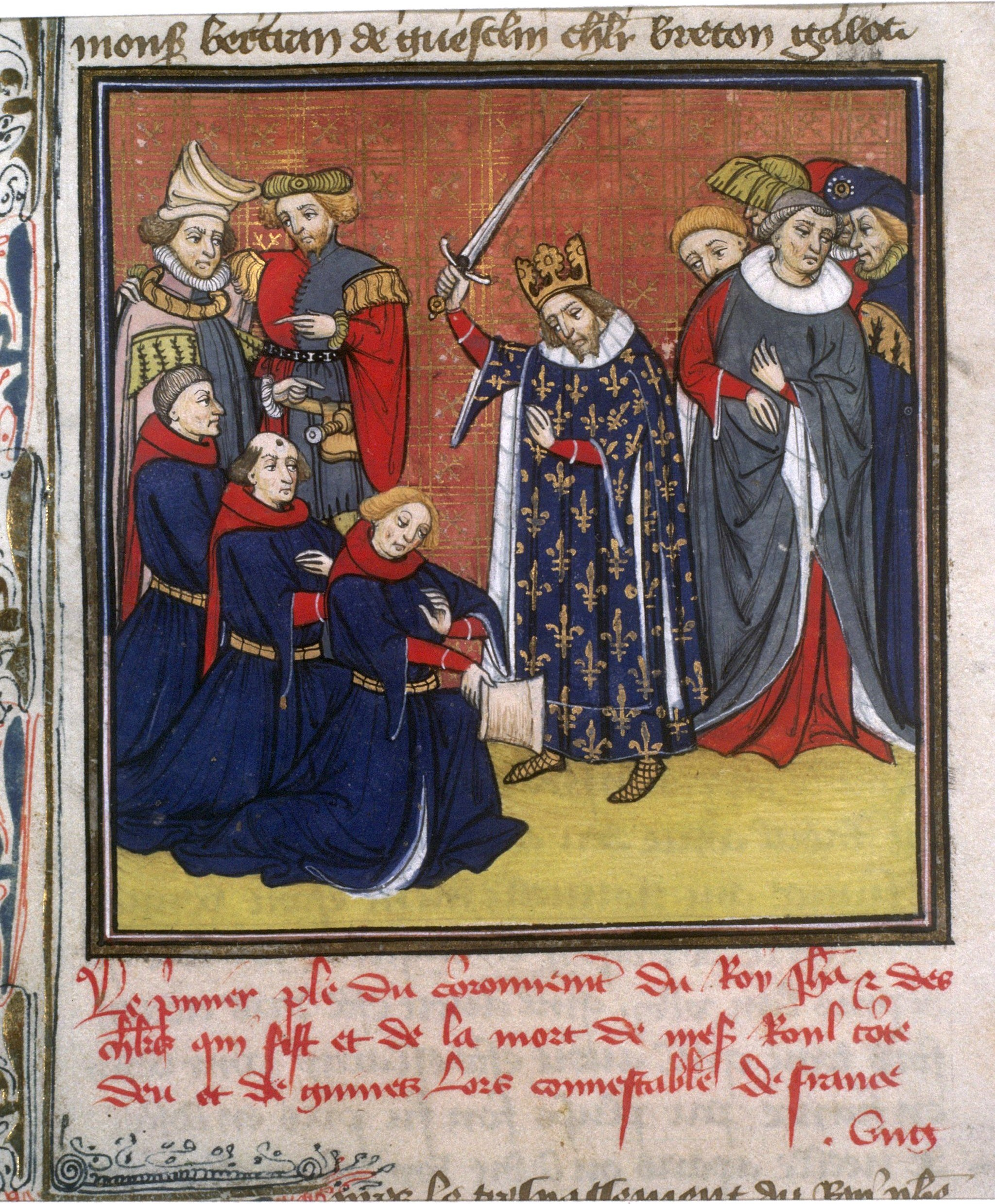
Церемония посвящения в рыцари Иоанном II. Миниатюра XIV—XV века. Париж, Национальная библиотека Франции

С одной стороны, куртуазное мировоззрение раскрывается как утверждение и апология феодализма. Не только изображаемая действительность (даже при разработке сюжетов, заимствованных с Востока и у античных писателей) не мыслится иначе как в формах развитого феодализма; феодализируются, как мы видели, и отношения любовные. И куртуазный «схоласт любви» — Андрей Капеллан в своём латинском трактате «De amore» строжайшим образом классифицирует формы любовных объяснений по... сословным признакам: «Loquitur plebejus ad plebejam; plebejus nobili; plebejus nobiliori feminae; nobilis plebejae; nobilis nobili; nobilior plebejae; nobilior nobili; nobilior nobiliori».
Тщательному сословному отбору подвергаются герои куртуазного романа: знатная владетельная дама и её покорный вассал — странствующий рыцарь — в центре повествования; только в отношениях между «благородными» верность и преданность венчаются наградой: самоотверженная любовь слуг к господам — Бранжьены, отдающей свою честь ради Изольды, Люнеты, выручающей своими советами Ивейна, — изображается как нечто само собой разумеющееся. То же и в лирике. Та Любовь-служение, о которой говорилось выше — fin amor (утончённая любовь), строго ограничена сословно; и по отношению к вилланке — девушке низшего сословия — куртуазный поэт и рыцарь знает только грубую радость физического обладания — fol amor (безумную любовь), — порой связанную с прямым насилием (тематика пастурели). И совсем редко промелькнет у классиков куртуазного стиля среди пышно разодетых фигур «изумительно уродливая и омерзительная» («Окассен и Николетта») тень оборванного мужика, чтобы стать у эпигонов — в момент обострения сословной борьбы — предметом грубого издевательства (немецкая rhöfische Dorfpoesie).
С другой стороны, как мы видели, Куртуазная литература своим антиспиритуалистическим прославлением земной радости отвергает учение Церкви (исследователи справедливо указывают на общность истоков нового мировоззрения и ряда ересей, отвергающих церковную иерархию и догматику и возникающих в крупных торговых городах Прованса), своим индивидуализмом и космополитизмом — во имя гармонической личности — разрушая установленные в феодальном обществе родовые, племенные и даже вассальные связи. Понятие куртуазии становится оружием в первой робкой борьбе за права «худородного» (vilain). Трубадур Дофин Овернский защищает преимущества «худородного человека, вежественного и изысканного», перед «рыцарем и бароном, грубым, коварным и неучтивым»; и в латинском трактате «De nobilitate animi» «благородству душевному» отдаётся предпочтение перед «благородством крови». Отрицательное понятие «vilam» начинает терять своё исключительно социологическое содержание (название крестьянина и горожанина); оно становится внесословным обозначением «неучтивого», «невоспитанного» человека. И в прозиметрической повести «Окассен и Николетта» XIII века впервые прозвучит сочувствие к горю батрака, потерявшего хозяйский скот (встреча Окассена с крестьянином).

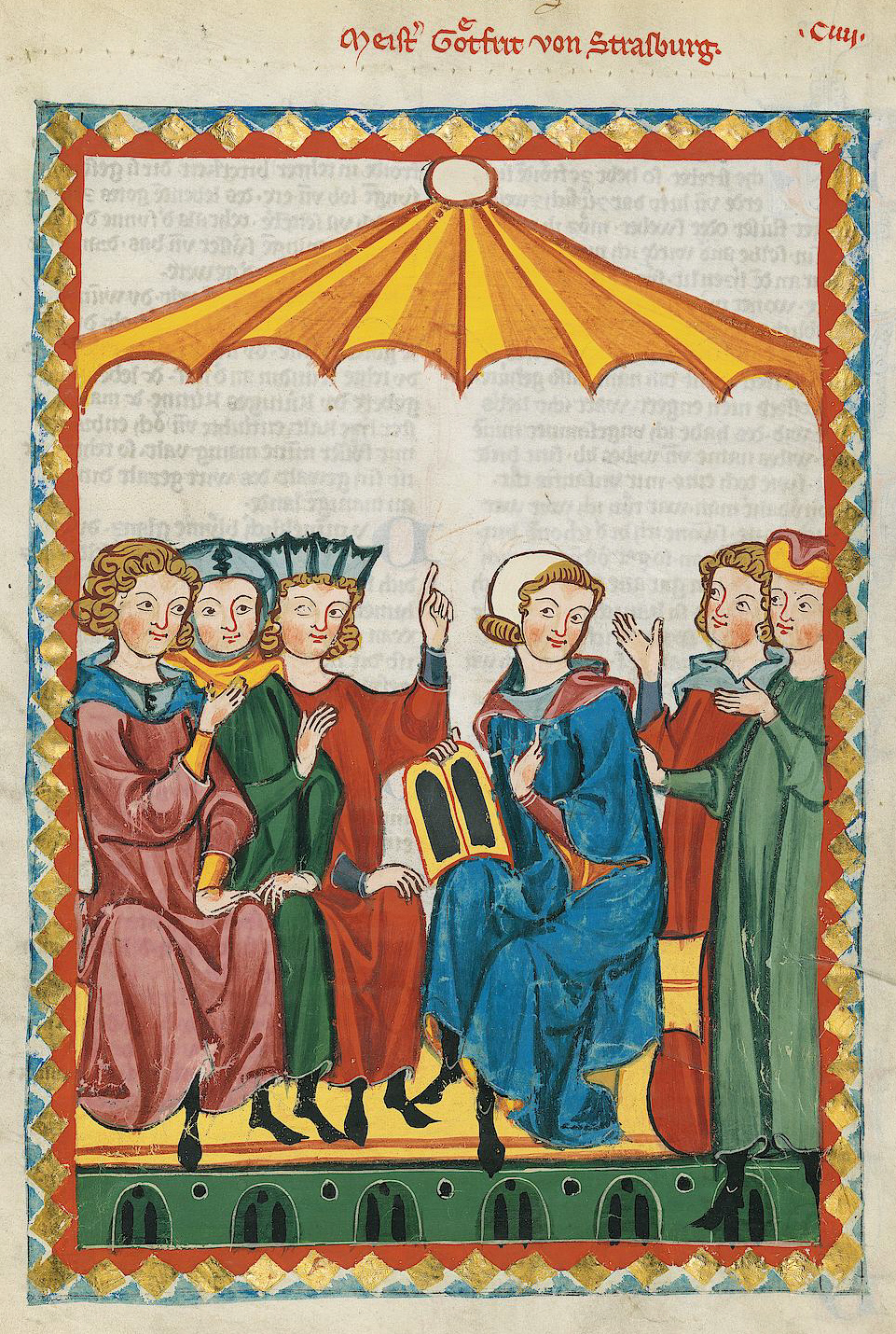
Готфрид Страсбургский. Миниатюра из Манесского кодекса, ок. 1300 года

В первых робких проблесках намечается в Куртуазной литературе новое мировоззрение, которое позднее оформится в философских и этических системах Ренессанса; и не без основания некоторые исследователи Куртуазной литературы готовы дать ей наименование «Проторенессанса» (Vorrenaissance).

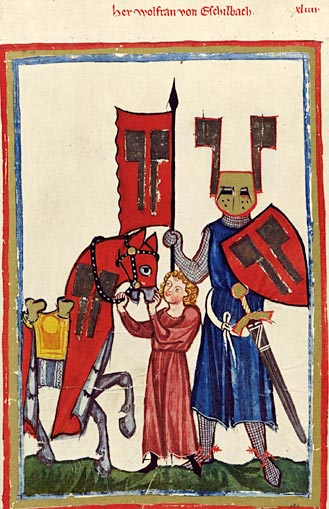
Вольфрам фон Эшенбах. Миниатюра из Манесского кодекса, ок. 1300 года

Социальным генезисом Куртуазной литературы легко объясняются и её исторические судьбы: её зарождение в XI веке в экономически наиболее передовом Провансе, её пути в XII веке в экономически прогрессивные Францию и Фландрию, её значительное (на целое столетие) запаздывание в экономически отсталой Германии. Социальной сущностью Куртуазной литературы легко объясняется и своеобразная неустойчивость нового мировоззрения Куртуазной литературы при большой устойчивости создаваемых ею новых форм, овладевающих в XIII—XIV веках всеми жанрами средневековой литературы, в том числе такими, искони чуждыми и внутренне противоположными ей, как героический и шпильманский эпос, религиозная дидактика и легенда; некоторые из этих жанров, как героический эпос, получают в куртуазных формах особое развитие.
Но эта огромная локальная и социальная экспансия форм Куртуазной литературы идёт за счёт утраты ею первоначальной идеологической сущности, за счёт превращения её в орудие феодально-церковной идеологии, в мире фикций — бесцельных и абстрактных авантюр небывалого «странствующего рыцарства» — дающей удовлетворение и утеху теряющему своё реальное значение классу. Необычайно показателен (в начале этого процесса феодализации Куртуазной литературы) выпад учёного горожанина Готфрида Страсбургского против апологета феодализма, пронизывающего мистическими элементами куртуазную фабулу, — рыцаря Вольфрама фон Эшенбаха: для куртуазного рационалиста ненавистен «vindaere wilder maere / der maere wilderaere» (изобретатель диких сказок, сказаний исказитель).
Социальной сущностью Куртуазной литературы объясняется и тот факт, что третье сословие усваивает её лишь в своей верхней, наиболее феодализированной прослойке [лирика городских puy во Франции и мейстерзанг (частично) в Германии; poesie de l’amour galant во Франции XV века]. Но победоносное выступление культуры Ренессанса, — несмотря на многообразные нити, связывающие его с Куртуазной литературой сладостный новый стиль является в равной мере и наследием и отрицанием куртуазной лирики, и Данте так же связан с трубадурами, как Бокаччо с куртуазным романом), идёт под знаком борьбы с формами Куртуазной литературы, ставшей знаменем и орудием реакции (эпигоны куртуазного эпоса в итальянской литературе XV века); ещё раньше более широкие массы третьего сословия создают в фаблио, в дидактических жанрах, в sotte chanson contre amour художественные формы, диаметрально противоположные Куртуазной литературе.